# Joagăr

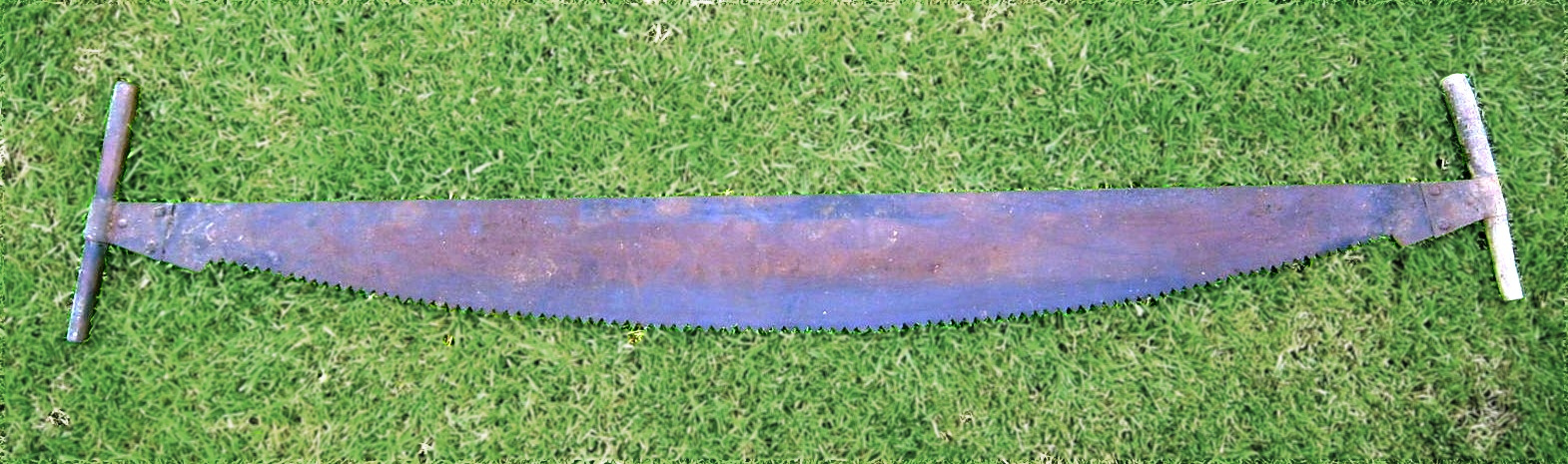
Un joagăr

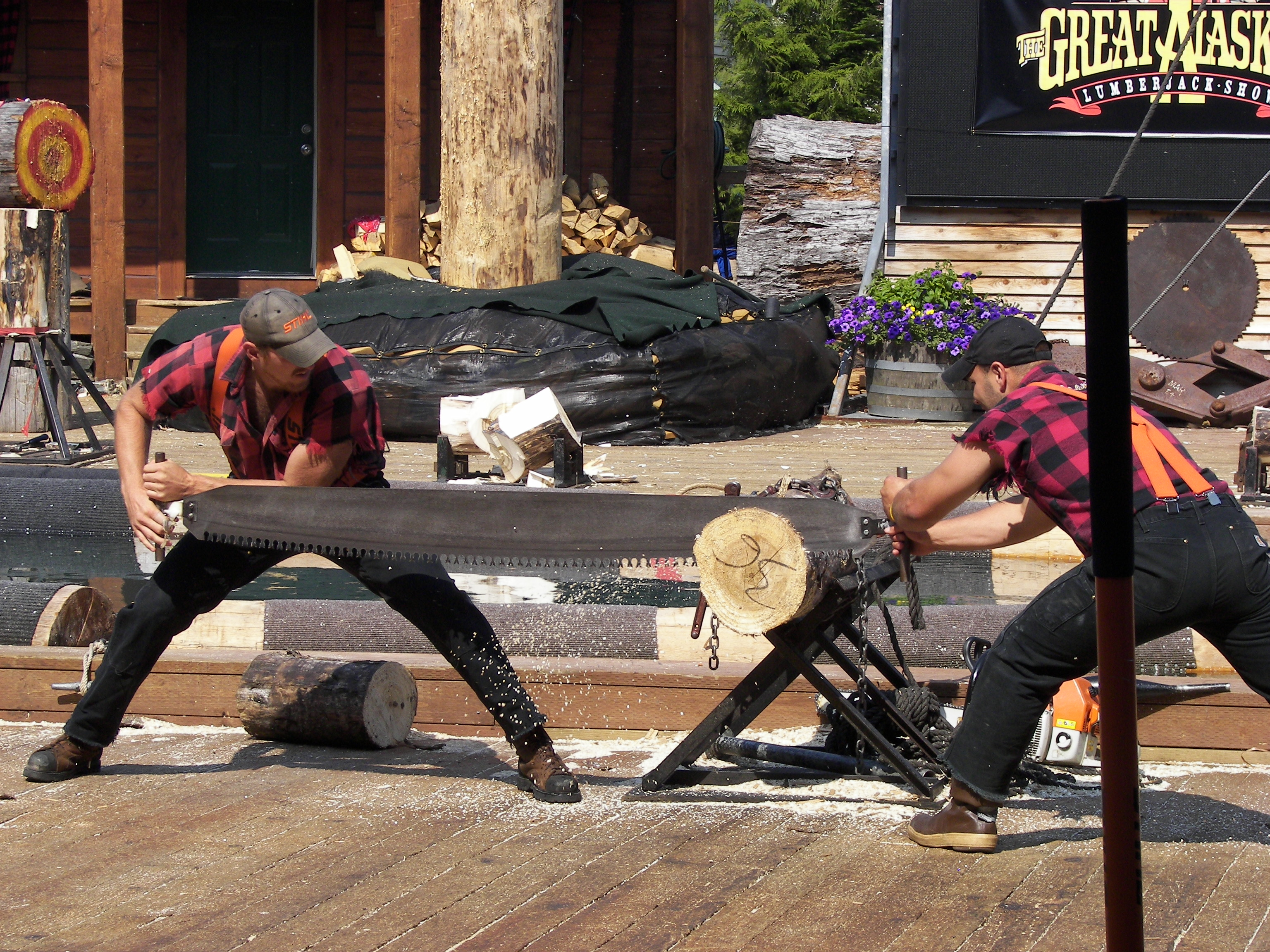
Doi bărbați tăind lemne cu joagărul

Joagărul (sau beschia – regionalism) este un ferăstrău format dintr-o lamă de metal lungă, îngustă și subțire, prevăzut cu mulți dinți ascuțiți pe una din muchii și cu două mânere la capete pentru a putea fi acționat de două persoane, acțiunea de tăiere efectuându-se în momentul tragerii lamei ferăstrăului, pentru a nu se flamba.